# Mitsubishi Ki-20
Il Mitsubishi Ki-20 (三菱 キ20?, Mitsubishi ki nijū), identificato anche come Bombardiere pesante Tipo 92 (九二式重爆撃機?, Kyūni-shiki jū bakugekiki), era un bombardiere quadrimotore da trasporto ad ala media prodotto dall'azienda giapponese Mitsubishi Nainenki Kabushiki Kaisha in piccola serie negli anni trenta. È stato il più grande aereo militare giapponese ad essere utilizzato durante la seconda guerra mondiale

## Storia del progetto

### Contesto
Il Ki-20 è stato progettato in virtù di una richiesta da parte dell'esercito giapponese di un bombardiere pesante a lungo raggio. Poiché la Mitsubishi non aveva le capacità tecniche e materiali di produrre un aereo così grande, l'azienda giapponese si dovette affidare alla tedesca Junkers, che limitata dal trattato Versailles non poteva produrre aerei militari per uso proprio ma solo per esportazione e solo se derivati da aerei civili. La Junkers allora presentò il progetto di una versione militare dello Junkers K-51.

### Sviluppo
Il Ki-20 deriva dal progetto del tedesco Junkers K 51, versione militare del G 38, che non venne mai realizzato dalla Junkers ma venduto alla Mitsubishi che lo sviluppò nel bombardiere destinato al Dai-Nippon Teikoku Rikugun Kōkū Hombu, la componente aerea dell'esercito imperiale giapponese.

## Utilizzatori
Giappone
- Dai-Nippon Teikoku Rikugun Kōkū Hombu